# Белохино
Бело́хино — деревня на берегу озера Падмозеро, в составе Толвуйского сельского поселения Медвежьегорского района Республики Карелия.

## Общие сведения
Располагается на Заонежском полуострове, на восточном берегу озера Падмозеро, примерно в 60 км к юго-востоку от Медвежьегорска, высота центра над уровнем моря 43 м. Ближайшие населённые пункты — Бор в 3 км на северо-восток и Савинская в 4,5 км восточнее.
В деревне находится памятники архитектуры — жилой дом Федоровых и Hикифоровых 1926 года постройки.

## Население
| 2002 | 2010 | 2013 |
| ---- | ---- | ---- |
| 0    | →0   | →0   |